# Rob Steenhuis
Robert Marie Joseph Alphonse (Rob) Steenhuis (Amsterdam, 26 oktober 1949 – Nijmegen, 9 februari 2018) was een Nederlands architect, bekend door het ontwerpen van stations. Van 1971 tot 1978 studeerde Steenhuis architectuur aan de Technische Universiteit Delft.
In de periode 1982–1996 heeft Steenhuis meer dan tien stations voor de Nederlandse Spoorwegen ontworpen, waaronder Assen, Arnhem Velperpoort, Heerhugowaard, 's-Hertogenbosch en Sliedrecht. Van 2001 tot 2005 was hij "Spoorbouwmeester" van de NS en ProRail.
In 2015 bleek Steenhuis longkanker te hebben en werd hij ongeneselijk ziek verklaard. Zijn gezondheid ging snel achteruit, op 9 februari 2018 overleed hij in Nijmegen.

## Afbeeldingen van stations

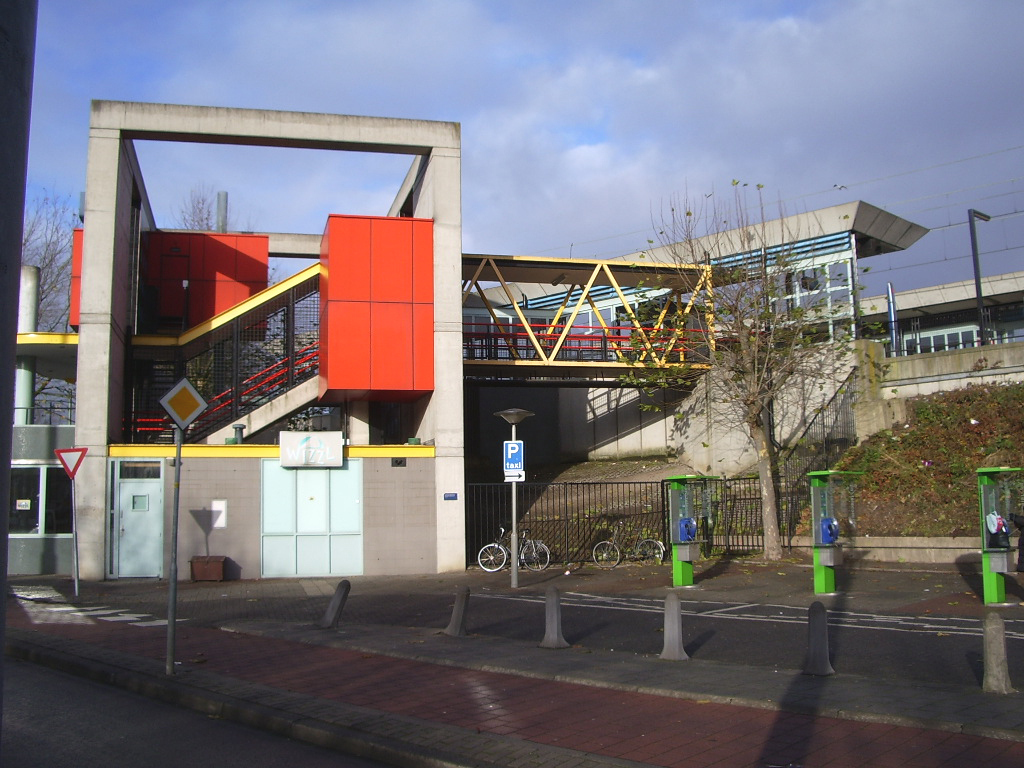
Arnhem Velperpoort, buitenkant
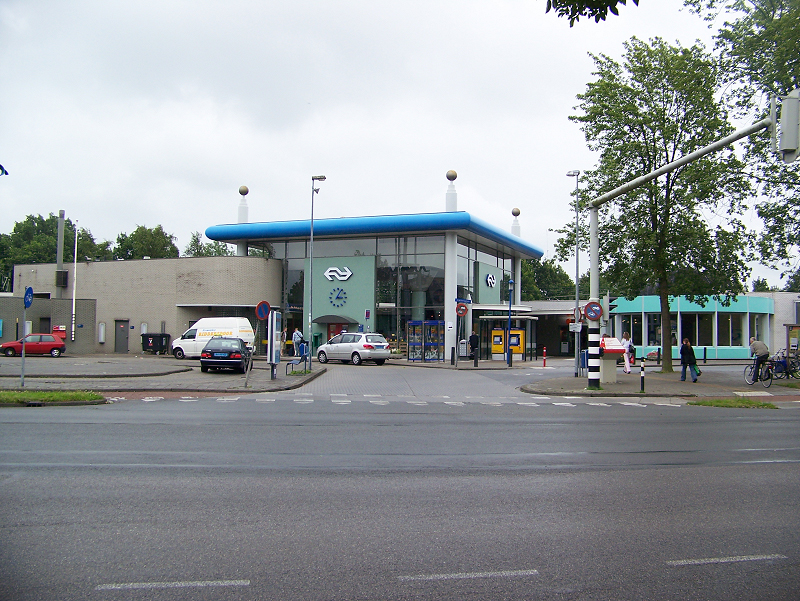
Assen, voorzijde
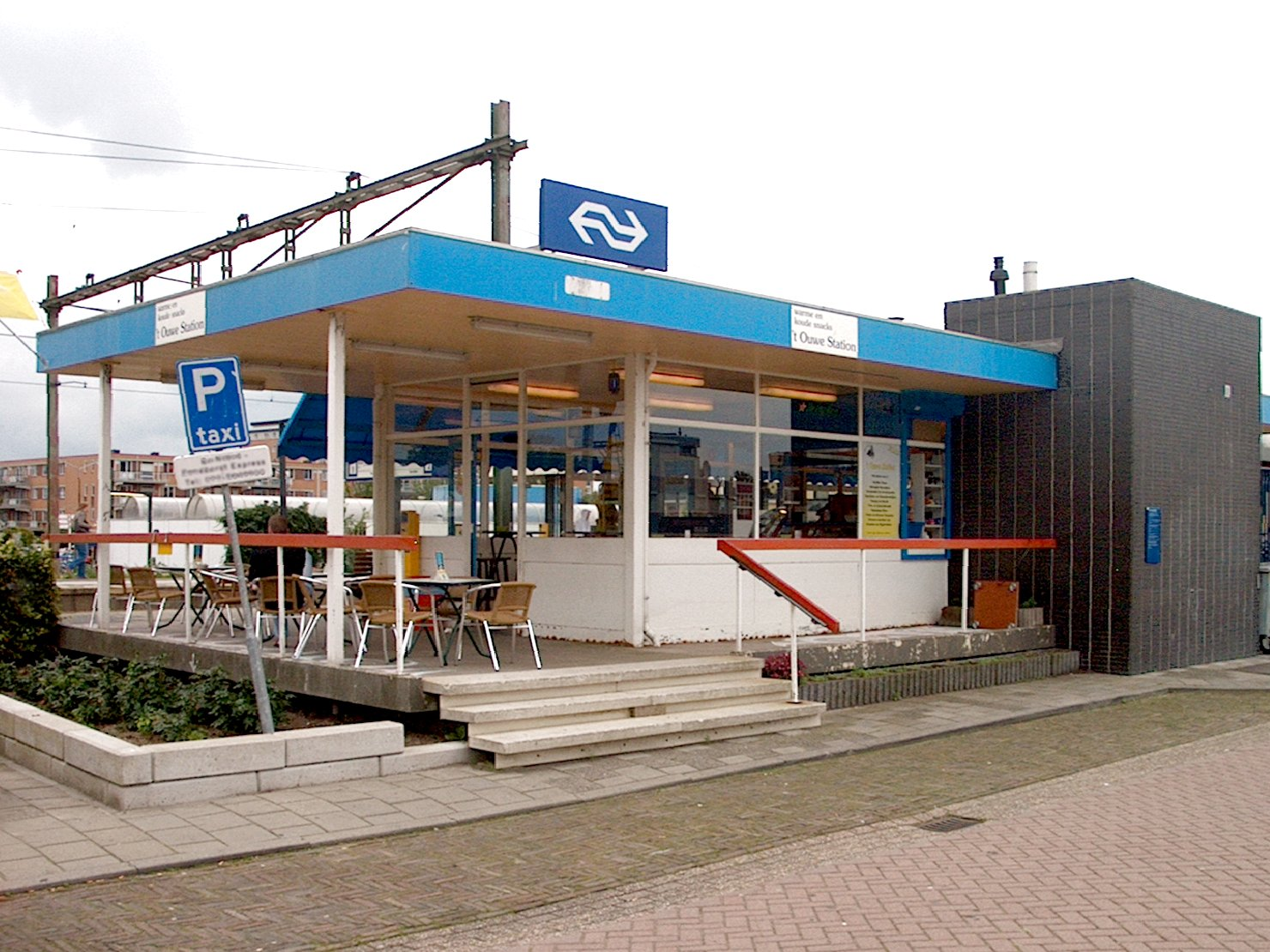
Heerhugowaard
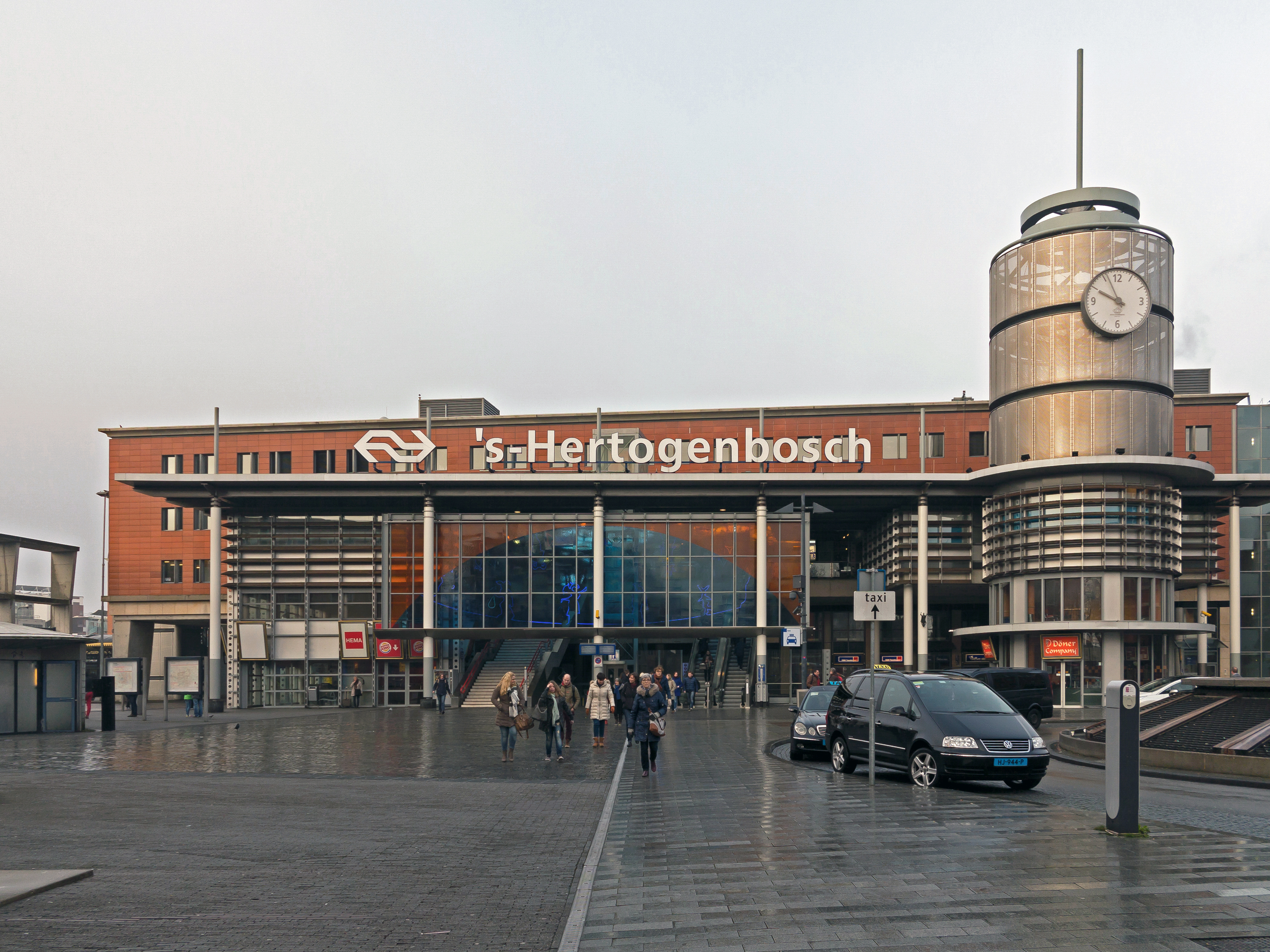
's-Hertogenbosch, voorzijde